# ایریس تانیا فلیگنرینگ
ایریس تانیا فلیگنرینگ (ایسلندی: Íris Tanja Flygenring؛ زادهٔ ۱۲ نوامبر ۱۹۸۹) بازیگر اهل ایسلند است. وی از سال ۲۰۱۶ میلادی تاکنون مشغول فعالیت بوده‌است.
وی دانش‌آموختهٔ دانشگاه هنر ایسلند است.
از فیلم‌ها یا مجموعه‌های تلویزیونی که وی در آن‌ها نقش داشته است، می‌توان به کاتلا و به‌دام‌افتاده اشاره نمود.